# جيرالد نوكس
جيرالد نوكس (22 أبريل 1937 - ) (بالإنجليزية: Gerald Knox)‏ هو لاعب كريكت بريطاني.